# Ilona Stulpinienė
Ilona Stulpinienė (* 11. Juni 1963 in Šiauliai) ist eine litauische Musikerin und Politikerin.

## Leben
Nach der Mittelschule 1978 lernte sie an der Tallat-Kelpša-Musikschule in Vilnius und danach an der höheren Musikschule in Šiauliai. 1988 absolvierte sie Vilniaus konservatorija und wurde Pädagogin und Orchesterleiterin.
Von 1985 bis 2000 lehrte sie an der Šiaulių aukštesnioji muzikos mokykla und Šiaulių universitetas.  Von 2000 bis 2001 war sie Mitglied im Rat der Stadtgemeinde Šiauliai und 2004 Mitglied im Seimas.
Ab 2000 war sie Mitglied der Naujoji sąjunga, ab 2004 der Liberalų ir centro sąjunga.